# Список номінантів Меморіальної премії Джеймса Тіптрі-молодшого
Список номінантів Меморіальної премії Джеймса Тіптрі-молодшого, літературної премії, яку присуджують з 1991 року за науково-фантастичні та фентезійні твори, які розширюють або досліджують розуміння ґендерних питань. Премія була заснована письменницями-фантастами Пет Мерфі та Карен Джой Фаулер після обговорення на ВісКон.
Крім основної номінації, у 1995 році присуджували Ретроспективну премію (англ. Retrospective Award) за твори, написані раніше 1990-х років. Також 2006 року було вручено премію у номінації «Особливе визнання» (англ. Special Recognition Award) за біографічну книгу про Еліс Бредлі Шелдон, яка писала під псевдонімом Джеймс Тіптрі-молодший і на честь якої було названо премію.
Серед літературних творів (романів, повістей, збірок короткої прози) на премію було номіновано один музичний альбом («Електрична леді» Жанель Моне) у 2013 році та один мультсеріал («Стівен Юніверс» Ребекки Шугар) у 2015 році.

## Лауреати та номінанти премії
| Переможці виділені окремим кольором. |

### Ретроспективна премія
| Рік  | Фотографія лауреата        | Лауреати та номінанти                           | Назва твору мовою оригіналу              | Назва твору українською мовою |
| ---- | -------------------------- | ----------------------------------------------- | ---------------------------------------- | ----------------------------- |
| 1995 |                            | Сюзі Маккі Чарнас                               | «Motherlines»                            | «Материнські лінії»           |
| 1995 | Джоанна Расс               | «The Female Man»                                | «Жіночий чоловік»                        |                               |
| 1995 | Урсула Ле Гуїн             | «The Left Hand of Darkness»                     | «Ліва рука темряви»                      |                               |
| 1995 | Сюзі Маккі Чарнас          | «Walk to the End of the World»                  | «Прогулянка на край світу»               |                               |
| 1995 | Джоанна Расс               | «When It Changed»                               | «Коли все змінилося»                     |                               |
| 1995 | Семюел Ділейні             | «Babel-17»                                      | «Вавилон-17»                             |                               |
| 1995 | Пемела Золайн              | «Busy About the Tree of Life and Other Stories» | «Зайнятий деревом життя та інші історії» |                               |
| 1995 | Керол Емшвіллер            | «Carmen Dog»                                    | «Пес Кармен»                             |                               |
| 1995 | Вонда Мак-Інтайр           | «Dreamsnake»                                    | «Змій сновидінь»                         |                               |
| 1995 | Монік Віттіг               | «Les Guérillères»                               | «Партизани»                              |                               |
| 1995 | Наомі Мітчісон             | «Memoirs of a Spacewoman»                       | «Спогади жінки-космонавта»               |                               |
| 1995 | Пемела Сарджент (редактор) | «More Women of Wonder»                          | «Більше чудесних жінок»                  |                               |
| 1995 | Кетрін Бурдекін            | «Swastika Night»                                | «Ніч свастики»                           |                               |
| 1995 | Джон Варлі                 | «The Barbie Murders»                            | «Вбивства Барбі»                         |                               |
| 1995 | Кейт Вільгельм             | «The Clewiston Test»                            | «Тест Клевістона»                        |                               |
| 1995 | Маргарет Етвуд             | «The Handmaid's Tale»                           | «Оповідь служниці»                       |                               |
| 1995 | Памела Сарджент (редактор) | «The New Women of Wonder»                       | «Нові чудесні жінки»                     |                               |
| 1995 | Джоанна Расс               | «The Two of Them»                               | «Їх двоє»                                |                               |
| 1995 | Ієн Бенкс                  | «The Wasp Factory»                              | «Осина фабрика»                          |                               |
| 1995 | Семюел Ділейні             | «Triton»                                        | «Тритон»                                 |                               |
| 1995 | Елізабет Е. Лінн           | «Watchtower»                                    | «Вартова вежа»                           |                               |
| 1995 | Соня Дормен                | «When I Was Miss Dow»                           | «Коли я була місс Доу»                   |                               |
| 1995 | Октавія Батлер             | «Wild Seed»                                     | «Дике сім'я»                             |                               |
| 1995 | Мардж Пірсі                | «Woman on the Edge of Time»                     | «Жінка на краю часу»                     |                               |
| 1995 | Пемела Сарджент (редактор) | «Women of Wonder»                               | «Жінки дива»                             |                               |

### Особливе визнання
| Рік  | Лауреати      | Назва твору мовою оригіналу                               | Назва твору українською мовою                           |
| ---- | ------------- | --------------------------------------------------------- | ------------------------------------------------------- |
| 2006 | Джулі Філліпс | «James Tiptree, Jr.: The Double Life of Alice B. Sheldon» | «Джеймс Тіптрі-молодший: Подвійне життя Еліс Б. Шелдон» |

### 1990-ті роки
| Рік  | Фотографія лауреата                                         | Лауреати та номінанти                                                               | Назва твору мовою оригіналу                                  | Назва твору українською мовою        |
| ---- | ----------------------------------------------------------- | ----------------------------------------------------------------------------------- | ------------------------------------------------------------ | ------------------------------------ |
| 1991 |                                                             | Елеанор Арнасон                                                                     | «A Woman of the Iron People»                                 | «Жінка з залізних людей»             |
| 1991 | Гвінет Джоунс                                               | «White Queen»                                                                       | «Біла королева»                                              |                                      |
| 1991 | Мардж Пірсі                                                 | «He, She and It»                                                                    | «Він, вона та воно»                                          |                                      |
| 1991 | Грір Джилмен                                                | «Moonwise»                                                                          | «Мудрий Місяць»                                              |                                      |
| 1991 | Джон Барнс                                                  | «Orbital Resonance»                                                                 | «Орбітальний резонанс»                                       |                                      |
| 1991 | Карен Джой Фаулер                                           | «Sarah Canary»                                                                      | «Сара Канарка»                                               |                                      |
| 1991 | Мері Джентл                                                 | «The Architecture of Desire»                                                        | «Архітектура бажання»                                        |                                      |
| 1992 |                                                             | Морін Ф. Макг'ю                                                                     | «China Mountain Zhang»                                       | «Китайська гора Цанг»                |
| 1992 | Керол Емшвіллер                                             | «Venus Rising»                                                                      | «Венера сходить»                                             |                                      |
| 1992 | Єн Маклауд                                                  | «Grownups»                                                                          | «Дорослі»                                                    |                                      |
| 1992 | Джудіт Моффетт                                              | «Time, Like an Ever-Rolling Stream»                                                 | «Час, як потік, що вічно рухається»                          |                                      |
| 1992 | Кім Стенлі Робінсон                                         | «Red Mars»                                                                          | «Червоний Марс»                                              |                                      |
| 1992 | Сью Томас                                                   | «Correspondence»                                                                    | «Листування»                                                 |                                      |
| 1992 | Лайза Таттл                                                 | «Lost Futures»                                                                      | «Втрачене майбутнє»                                          |                                      |
| 1992 | Елізабет Вонарбур                                           | «Chroniques du pays des mères»                                                      | «Хроніки країни матерів»                                     |                                      |
| 1993 |                                                             | Нікола Гріффіт                                                                      | «Ammonite»                                                   | «Амоніт»                             |
| 1993 | Елінор Арнасон                                              | «Ring of Swords»                                                                    | «Кільце мечів»                                               |                                      |
| 1993 | Маргарет Етвуд                                              | «The Robber Bride»                                                                  | «Наречена-розбійниця»                                        |                                      |
| 1993 | Сибіл Клейборн                                              | «In the Garden of Dead Cars»                                                        | «У саду мертвих машин»                                       |                                      |
| 1993 | Л. Тіммел Дюшам                                             | «Motherhood, Etc.»                                                                  | «Материнство тощо»                                           |                                      |
| 1993 | Р. Гарсіа-і-Робертсон                                       | «The Other Magpie»                                                                  | «Інша сорока»                                                |                                      |
| 1993 | Джеймс Патрік Келлі                                         | «Chemistry»                                                                         | «Хімія»                                                      |                                      |
| 1993 | Лорі Дж. Маркс                                              | «Dancing Jack»                                                                      | «Танцюючий Джек»                                             |                                      |
| 1993 | Єн Макдональд                                               | «Some Strange Desire»                                                               | «Якесь дивне бажання»                                        |                                      |
| 1993 | Еліс Нанн                                                   | «Illicit Passage»                                                                   | «Незаконний прохід»                                          |                                      |
| 1993 | Пол Парк                                                    | «Coelestis»                                                                         | «Небожитель»                                                 |                                      |
| 1993 | Номінації, що не потрапили до скороченого списку номінантів |                                                                                     |                                                              |                                      |
| 1993 | Джонатан Летем                                              | «"Forever," Said the Duck»                                                          | «"Назавжди," — промовила качка»                              |                                      |
| 1993 | Марта Сукап                                                 | «A Defense of the Social Contracts»                                                 | «Захист соціальних контрактів»                               |                                      |
| 1993 | Шері С. Теппер                                              | «A Plague of Angels»                                                                | «Чума янголів»                                               |                                      |
| 1993 | Норма Мардер                                                | «An Eye for Dark Places»                                                            | «Око для темних місць»                                       |                                      |
| 1993 | Мелісса Скотт                                               | «Burning Bright»                                                                    | «Яскраво палає»                                              |                                      |
| 1993 | Вільгельміна Берд                                           | «Crashcourse»                                                                       | «Курс на катастрофу»                                         |                                      |
| 1993 | Робін Маккінлі                                              | «Deerskin»                                                                          | «Оленяча шкіра»                                              |                                      |
| 1993 | Поппі З. Брайт                                              | «Drawing Blood»                                                                     | «Малюючи кров»                                               |                                      |
| 1993 | Розалін Лав                                                 | «Evolution Annie and Other Stories»                                                 | «Еволюція Енні та інші історії»                              |                                      |
| 1993 | Дейвід Брін                                                 | «Glory Season»                                                                      | «Сезон слави»                                                |                                      |
| 1993 | Колін Ґрінленд                                              | «Harm's Way»                                                                        | «Шкідливий шлях»                                             |                                      |
| 1993 | Лінда Наґата                                                | «Liberator»                                                                         | «Визволитель»                                                |                                      |
| 1993 | Пет Кедіген                                                 | «Lost Girls»                                                                        | «Загублені дівчата»                                          |                                      |
| 1993 | М. Дж. Енг                                                  | «Rainbow Man»                                                                       | «Чоловік-веселка»                                            |                                      |
| 1993 | Кідж Джонсон                                                | «Schrödinger's Cathouse»                                                            | «Котячий будинок Шредінгера»                                 |                                      |
| 1993 | Шеріенн Левітт                                              | «Songs of Chaos»                                                                    | «Пісні хаосу»                                                |                                      |
| 1993 | Стефані Т. Хопп                                             | «The Assimilation of Leah Wennover»                                                 | «Асиміляція Лі Венновера»                                    |                                      |
| 1993 | А. Р. Морлан                                                | «The Best Lives of Our Years»                                                       | «Найкращі життя наших років»                                 |                                      |
| 1993 | Флінн Конноллі                                              | «The Rising of the Moon»                                                            | «Повстання Місяця»                                           |                                      |
| 1993 | Марта Сукап                                                 | «The Story So Far»                                                                  | «Історія дотепер»                                            |                                      |
| 1993 | Мері Мекі                                                   | «The Year the Horses Came»                                                          | «Рік, коли прийшли коні»                                     |                                      |
| 1993 | Нікола Гріффіт                                              | «Touching Fire»                                                                     | «Торкаючись вогню»                                           |                                      |
| 1993 | Емі Томсон                                                  | «Virtual Girl»                                                                      | «Віртуальна дівчина»                                         |                                      |
| 1993 | Майкл Бламлейн                                              | «X, Y»                                                                              | «X, Y»                                                       |                                      |
| 1994 |                                                             | Урсула Ле Гуїн                                                                      | «The Matter of Seggri»                                       | «Справа про Сеггрі»                  |
| 1994 | Ненсі Спрінгер                                              | «Larque on the Wing»                                                                | «Ларк на крилі»                                              |                                      |
| 1994 | Елеанор Арнасон                                             | «The Lovers»                                                                        | «Коханці»                                                    |                                      |
| 1994 | Сюзі Маккі Чарнас                                           | «The Furies»                                                                        | «Фурії»                                                      |                                      |
| 1994 | Л. Воррен Дуглас                                            | «Cannon's Orb»                                                                      | «Гарматна куля»                                              |                                      |
| 1994 | Грег Іген                                                   | «Cocoon»                                                                            | «Кокон»                                                      |                                      |
| 1994 | Еллен Фрай                                                  | «Amazon Story Bones»                                                                | «Амазонські кістки історій»                                  |                                      |
| 1994 | Гвінет Джоунс                                               | «North Wind»                                                                        | «Північний вітер»                                            |                                      |
| 1994 | Грем Джойс, Пітер Ф. Гамільтон                              | «Eat Reecebread»                                                                    | «Їж хліб Ріса»                                               |                                      |
| 1994 | Урсула Ле Гуїн                                              | «Forgiveness Day»                                                                   | «День прощення»                                              |                                      |
| 1994 | Урсула Ле Гуїн                                              | «A Fisherman of the Inland Sea»                                                     | «Рибалка Внутрішнього моря»                                  |                                      |
| 1994 | Рейчел Поллак                                               | «Temporary Agency»                                                                  | «Тимчасове агентство»                                        |                                      |
| 1994 | Джефф Раймен                                                | «Unconquered Countries: Four novellas»                                              | «Непідкорені країни: Чотири новели»                          |                                      |
| 1994 | Мелісса Скотт                                               | «Trouble and Her Friends»                                                           | «Проблема та її друзі»                                       |                                      |
| 1994 | Делія Шерман                                                | «Young Woman in a Garden»                                                           | «Молода жінка у садку»                                       |                                      |
| 1994 | Джордж Тернер                                               | «Genetic Soldier»                                                                   | «Генетичний солдат»                                          |                                      |
| 1994 | Номінації, що не потрапили до скороченого списку номінантів |                                                                                     |                                                              |                                      |
| 1994 | Керолайн Стівемер                                           | «A College of Magics»                                                               | «Магічний коледж»                                            |                                      |
| 1994 | Северна Парк                                                | «Amazons»                                                                           | «Амазонки»                                                   |                                      |
| 1994 | Деніель Дерн                                                | «Bicyclefish Island»                                                                | «Острів риб-велосипедів»                                     |                                      |
| 1994 | Джеймс Патрік Келлі                                         | «Big Guy»                                                                           | «Великий хлопець»                                            |                                      |
| 1994 | Сюзетт Гейден Елджін                                        | «Earthsong»                                                                         | «Пісня Землі»                                                |                                      |
| 1994 | Джекі Сінглтон                                              | «Heartstone and Saber»                                                              | «Серцевий камінь та шабля»                                   |                                      |
| 1994 | Єн Макдональд                                               | «Legitimate Targets»                                                                | «Законні цілі»                                               |                                      |
| 1994 | Ненсі Кресс                                                 | «Margin of Error»                                                                   | «Грань помилки»                                              |                                      |
| 1994 | Ненсі Спрінгер                                              | «Metal Angel»                                                                       | «Металевий янгол»                                            |                                      |
| 1994 | Мілбр Берч                                                  | «Metamorphosis»                                                                     | «Метаморфоза»                                                |                                      |
| 1994 | Вонда Мак-Інтайр                                            | «Nautilus»                                                                          | «Наутилус»                                                   |                                      |
| 1994 | Елісон Гудмен                                               | «One Last Zoom at the Buzz Bar»                                                     | «Останнє збільшення у барі, що гудить»                       |                                      |
| 1994 | Пет Кедіген                                                 | «Paris in June»                                                                     | «Париж у червні»                                             |                                      |
| 1994 | Мері Розенблум                                              | «Rat»                                                                               | «Щур»                                                        |                                      |
| 1994 | Ліза Голдштейн                                              | «Rites of Spring»                                                                   | «Весняні обряди»                                             |                                      |
| 1994 | Шері С. Теппер                                              | «Shadow's End»                                                                      | «Кінець тіні»                                                |                                      |
| 1994 | Енн Даунер                                                  | «Somnus's Fair Maid»                                                                | «Прекрасна діва Сомнуса»                                     |                                      |
| 1994 | Карен Кедора                                                | «Stardust Bound»                                                                    | «Межі зоряного пилу»                                         |                                      |
| 1994 | Барбара Гемблі                                              | «Stranger at the Wedding»                                                           | «Незнайомець на весіллі»                                     |                                      |
| 1994 | Ліза Месон                                                  | «Summer of Love»                                                                    | «Літо кохання»                                               |                                      |
| 1994 | Кріс Клермонт                                               | «Sundowner»                                                                         | «Бродяга»                                                    |                                      |
| 1994 | Марк Лейдлоу                                                | «The Orchid Eater»                                                                  | «Їдок орхідей»                                               |                                      |
| 1994 | Філліп К. Дженнінгз                                         | «The Valley of the Humans»                                                          | «Долина людей»                                               |                                      |
| 1994 | Аллан Коул, Крістофер Банч                                  | «The Warrior's Tale»                                                                | «Розповідь воїна»                                            |                                      |
| 1994 | Сюзен Декстер                                               | «The Wind-Witch»                                                                    | «Вітряна відьма»                                             |                                      |
| 1994 | Конні Вілліс                                                | «Uncharted Territory»                                                               | «Недосліджена територія»                                     |                                      |
| 1994 | Джеймс Патрік Келлі                                         | «Wildlife»                                                                          | «Дике життя»                                                 |                                      |
| 1995 |                                                             | Елізабет Генд                                                                       | «Waking The Moon»                                            | «Збуджуючи Місяць»                   |
| 1995 | Теодор Рошчак                                               | «The Memoirs of Elizabeth Frankenstein»                                             | «Мемуари Елізабет Франкенштейн»                              |                                      |
| 1995 | Келлі Ескрідж                                               | «And Salome Danced»                                                                 | «І Соломія танцювала»                                        |                                      |
| 1995 | Кіт Рід                                                     | «Little Sisters of the Apocalypse»                                                  | «Маленькі сестрички Апокаліпсису»                            |                                      |
| 1995 | Лайза Таттл                                                 | «Food Man»                                                                          | «Чоловік їжі»                                                |                                      |
| 1995 | Террі Віндлін (редактор)                                    | «The Armless Maiden and Other Tales for Childhood's Survivors»                      | «Безрука діва та інші казки про тих, хто пережив дитинство»  |                                      |
| 1995 | Номінації, що не потрапили до скороченого списку номінантів |                                                                                     |                                                              |                                      |
| 1995 | Джулі Гейден                                                | «Lines Upon the Skin»                                                               | «Лінії на шкірі»                                             |                                      |
| 1995 | Стефані Е. Сміт                                             | «Other Nature»                                                                      | «Інше єство»                                                 |                                      |
| 1995 | Мелісса Скотт                                               | «Shadow Man»                                                                        | «Тіньовий чоловік»                                           |                                      |
| 1995 | Ізабель Кармоді                                             | «The Pumpkin Eater»                                                                 | «Їдок гарбузів»                                              |                                      |
| 1995 | Пемела Сарджент (редактор)                                  | «Women of Wonder: The Classic Years»                                                | «Чудесні жінки: Класичні роки»                               |                                      |
| 1996 |                                                             | Урсула Ле Гуїн                                                                      | «Mountain Ways»                                              | «Гірські шляхи»                      |
| 1996 | Мері Доріа Расселл                                          | «The Sparrow»                                                                       | «Горобець»                                                   |                                      |
| 1996 | Фред Чаппелл                                                | «The Silent Woman»                                                                  | «Мовчазна жінка»                                             |                                      |
| 1996 | Сюзі Маккі Чарнас                                           | «Beauty and the Opéra or The Phanton Beast»                                         | «Красуня та опера, або Чудовисько-привид»                    |                                      |
| 1996 | Л. Тіммел Дюшам                                             | «Welcome, Kid, to the Real World»                                                   | «Ласкаво просимо, дитино, до реального світу»                |                                      |
| 1996 | Аласдер Ґрей                                                | «A History Maker»                                                                   | «Творець історії»                                            |                                      |
| 1996 | Джонатан Летем                                              | «Five Fucks»                                                                        | «П'ять статевих актів»                                       |                                      |
| 1996 | Пет Мерфі                                                   | «Nadya»                                                                             | «Надя»                                                       |                                      |
| 1996 | Рейчел Поллак                                               | «Godmother Night»                                                                   | «Ніч хрещеної матері»                                        |                                      |
| 1996 | Лайза Таттл                                                 | «The Pillow Friend»                                                                 | «Друг — подушка»                                             |                                      |
| 1996 | Тесс Вільямс                                                | «And She Was the Word»                                                              | «І вона була світом»                                         |                                      |
| 1996 | Сью Вулф                                                    | «Leaning Towards Infinity»                                                          | «Схиляючись до нескінченності»                               |                                      |
| 1996 | Номінації, що не потрапили до скороченого списку номінантів |                                                                                     |                                                              |                                      |
| 1996 | Лорі Селке                                                  | «Boy's Night Out»                                                                   | «Хлопці розважаються»                                        |                                      |
| 1996 | Маргарет Етвуд                                              | «Alias Grace»                                                                       | «Псевдонім Грейс»                                            |                                      |
| 1996 | Брюс Стерлінг                                               | «Bicycle Repairman»                                                                 | «Велосипедний майстер»                                       |                                      |
| 1996 | Франческа Ліа Блок                                          | «Blue»                                                                              | «Блакитний»                                                  |                                      |
| 1996 | Кім Стенлі Робінсон                                         | «Blue Mars»                                                                         | «Блакитний Марс»                                             |                                      |
| 1996 | Шон Стюарт                                                  | «Clouds End»                                                                        | «Кінець хмар»                                                |                                      |
| 1996 | Річард Калдер                                               | «Dead Things»                                                                       | «Мертві речі»                                                |                                      |
| 1996 | Мелані Тем                                                  | «Desmodus»                                                                          | «Дезмодус»                                                   |                                      |
| 1996 | Грег Іген                                                   | «Distress»                                                                          | «Відчай»                                                     |                                      |
| 1996 | Ієн Бенкс                                                   | «Excession»                                                                         | «Ексцесія»                                                   |                                      |
| 1996 | Ненсі Спрінгер                                              | «Fair Peril»                                                                        | «Чимала небезпека»                                           |                                      |
| 1996 | Марта Сукап                                                 | «Fetish»                                                                            | «Фетиш»                                                      |                                      |
| 1996 | Чарлз Оберндорф                                             | «Foragers»                                                                          | «Вісники»                                                    |                                      |
| 1996 | Шері С. Теппер                                              | «Gibbon's Decline and Fall»                                                         | «Занепад та падіння гібона»                                  |                                      |
| 1996 | Франческа Ліа Блок                                          | «Girl Goddess #9»                                                                   | «Дівчача богиня №9»                                          |                                      |
| 1996 | Брюс Стерлінг                                               | «Holy Fire»                                                                         | «Святий вогонь»                                              |                                      |
| 1996 | Джин Хегленд                                                | «Into the Forest»                                                                   | «До лісу»                                                    |                                      |
| 1996 | Кім Антіо                                                   | «The Jigsaw Woman»                                                                  | «Жінка-головоломка»                                          |                                      |
| 1996 | Н. Лі Вуд                                                   | «Looking for the Mahdi»                                                             | «У пошуках месії»                                            |                                      |
| 1996 | Бредлі Дентон                                               | «Lunatics»                                                                          | «Помішані»                                                   |                                      |
| 1996 | Джинн Ларсен                                                | «Manchu Palaces»                                                                    | «Маньчжурські палаци»                                        |                                      |
| 1996 | Тесс Вільямс                                                | «Map of Power»                                                                      | «Мапа сили»                                                  |                                      |
| 1996 | Лорел Вінтер                                                | «Permanent Natural Boy»                                                             | «Незмінний звичайний хлопець»                                |                                      |
| 1996 | Кетлін Салліван, Кейт Борнштейн                             | «Nearly Roadkill»                                                                   | «Майже вбивство на дорозі»                                   |                                      |
| 1996 | Таня Гафф                                                   | «No Quarter»                                                                        | «Без кварталу»                                               |                                      |
| 1996 | Кеті Акер                                                   | «Pussy, King of the Pirates»                                                        | «Кішечка, король піратів»                                    |                                      |
| 1996 | Гвінет Джоунс                                               | «Red Sonja and Lessingham in Dreamland»                                             | «Червона Соня та Лессінгем у країні мрій»                    |                                      |
| 1996 | Елізабет Мун                                                | «Remnant Population»                                                                | «Залишок населення»                                          |                                      |
| 1996 | Дейвід Прілл                                                | «Serial Killer Days»                                                                | «Дні серійного вбивці»                                       |                                      |
| 1996 | Джонатан Летем                                              | «Sleepy People»                                                                     | «Сонливі люди»                                               |                                      |
| 1996 | Семюел Ділейні                                              | «The Splendor and Misery of Bodies, of Cities»                                      | «Велич та нещастя тіл, міст»                                 |                                      |
| 1996 | Кетлін Енн Гунан                                            | «The Bones of Time»                                                                 | «Кістки часу»                                                |                                      |
| 1996 | Майкл Свонвік                                               | «The Dead»                                                                          | «Мертві»                                                     |                                      |
| 1996 | Мері Кей Журавлефф                                          | «The Frequency of Souls»                                                            | «Частота душ»                                                |                                      |
| 1996 | Едмунд Вайт                                                 | «The Hermaphrodite»                                                                 | «Гермафродит»                                                |                                      |
| 1996 | Шеррі Колдсміт                                              | «The Lucifer of Blue»                                                               | «Блакитний Люцифер»                                          |                                      |
| 1996 | Лорел Гемілтон                                              | «The Lunatic Cafe»                                                                  | «Кафе божевільних»                                           |                                      |
| 1996 | Джилл Ельдермен                                             | «The Memory Palace»                                                                 | «Палац пам'яті»                                              |                                      |
| 1996 | Теніт Лі                                                    | «The Reason for Not Going to the Ball (A Letter to Cinderella from Her Stepmother)» | «Причина не йти на бал (лист до Попелюшки від мачехи)»       |                                      |
| 1996 | Люсі Сассекс                                                | «The Scarlet Rider»                                                                 | «Пурпурний вершник»                                          |                                      |
| 1996 | Дайан Вільямс                                               | «The Stupefaction»                                                                  | «Остовпіння»                                                 |                                      |
| 1996 | Брайан Телбот                                               | «The Tale of One Bad Rat»                                                           | «Історія про одного поганого пацюка»                         |                                      |
| 1996 | Firecat                                                     | «Tiresias»                                                                          | «Тіресій»                                                    |                                      |
| 1996 | Патрісія Ріді                                               | «Utensile Strength»                                                                 | «Належна сила»                                               |                                      |
| 1996 | Дональд Ентрім                                              | «Y Chromosome»                                                                      | «Y-хромосома»                                                |                                      |
| 1997 |                                                             | Кендес Джейн Дорсі                                                                  | «Black Wine»                                                 | «Чорне вино»                         |
| 1997 | Келлі Лінк                                                  | «Travels with the Snow Queen»                                                       | «Подорожі зі Сніжною королевою»                              |                                      |
| 1997 | Шторм Константайн                                           | «The Oracle Lips»                                                                   | «Губи Оракула»                                               |                                      |
| 1997 | Пол ді Філіппо                                              | «Alice, Alfie, Ted, and the Aliens»                                                 | «Еліс, Алфі, Тед і прибульці»                                |                                      |
| 1997 | Емма Доног’ю                                                | «Kissing the Witch: Old Tales in New Skins»                                         | «Поцілувати відьму: Старі казки у новому вигляді»            |                                      |
| 1997 | Л. Тіммел Дюшам                                             | «The Apprenticeship of Isabetta di Pietro Cavazzi»                                  | «Навчання Ізабетти ді П'єтро Кавацці»                        |                                      |
| 1997 | Моллі Ґлосс                                                 | «The Dazzle of Day»                                                                 | «Сяйво дня»                                                  |                                      |
| 1997 | М. Джон Гаррісон                                            | «Signs of Life»                                                                     | «Знаки життя»                                                |                                      |
| 1997 | Гвінет Джоунс                                               | «Balinese Dancer»                                                                   | «Балійський танцюрист»                                       |                                      |
| 1997 | Єн Макдональд                                               | «Sacrifice of Fools»                                                                | «Жертва дурнів»                                              |                                      |
| 1997 | Вонда Мак-Інтайр                                            | «The Moon and the Sun»                                                              | «Місяць і Сонце»                                             |                                      |
| 1997 | Шані Муту                                                   | «Cereus Blooms at Night»                                                            | «Цереус квітне вночі»                                        |                                      |
| 1997 | Салман Рушді                                                | «The Firebird's Nest»                                                               | «Гніздо жар-птиці»                                           |                                      |
| 1997 | Пол Віткавер                                                | «Waking Beauty»                                                                     | «Пробудження краси»                                          |                                      |
| 1998 |                                                             | Рафаель Картер                                                                      | «Congenital Agenesis of Gender Ideation»                     | «Вроджений агенез ґендерної ідеації» |
| 1998 | Елінор Арнасон                                              | «The Gauze Banner»                                                                  | «Марлевий стяг»                                              |                                      |
| 1998 | Октавія Батлер                                              | «Parable of the Talents»                                                            | «Притча про таланти»                                         |                                      |
| 1998 | Тед Чан                                                     | «Story of Your Life»                                                                | «Історія твого життя»                                        |                                      |
| 1998 | Стелла Даффі                                                | «Singling Out the Couples»                                                          | «Виділення пар»                                              |                                      |
| 1998 | Карен Джой Фаулер                                           | «Black Glass»                                                                       | «Чорне скло»                                                 |                                      |
| 1998 | Меггі Джі                                                   | «The Ice People»                                                                    | «Крижані люди»                                               |                                      |
| 1998 | Керолін Ів Джилмен                                          | «Halfway Human»                                                                     | «Наполовину людина»                                          |                                      |
| 1998 | Філліс Готліб                                               | «Flesh and Gold»                                                                    | «Плоть та золото»                                            |                                      |
| 1998 | Нало Гопкінсон                                              | «Brown Girl in the Ring»                                                            | «Коричнева дівчина у кільці»                                 |                                      |
| 1998 | Гвінет Джоунс                                               | «La Cenerentola»                                                                    | «Попелюшка»                                                  |                                      |
| 1998 | Джеймс Патрік Келлі                                         | «Lovestory»                                                                         | «Історія кохання»                                            |                                      |
| 1998 | Урсула Ле Гуїн                                              | «Unchosen Love»                                                                     | «Кохання, що не обирали»                                     |                                      |
| 1998 | Елізабет Е. Лінн                                            | «Dragon's Winter»                                                                   | «Зима дракона»                                               |                                      |
| 1998 | Морін Ф. Макг'ю                                             | «Mission Child»                                                                     | «Дитина місії»                                               |                                      |
| 1998 | Карл-Рене Мур                                               | «The Hetairai Turncoat»                                                             | «Перебіжчик Хетайрай»                                        |                                      |
| 1998 | Ребекка Ор                                                  | «Accelerated Grimace»                                                               | «Збільшена гримаса»                                          |                                      |
| 1998 | Сара Парецьки                                               | «Ghost Country»                                                                     | «Країна привидів»                                            |                                      |
| 1998 | Северна Парк                                                | «Hand of Prophecy»                                                                  | «Рука пророцтва»                                             |                                      |
| 1998 | Кіт Рід                                                     | «Weird Women, Wired Women»                                                          | «Дивні жінки, провідні жінки»                                |                                      |
| 1998 | Кіт Рід                                                     | «The Bride of Bigfoot»                                                              | «Наречена Великоногого»                                      |                                      |
| 1998 | Роберт Рід                                                  | «Whiptail»                                                                          | «Ящірка»                                                     |                                      |
| 1998 | Мері Розенблум                                              | «The Eye of God»                                                                    | «Око Бога»                                                   |                                      |
| 1998 | Джоан Слончевськи                                           | «The Children Star»                                                                 | «Дитяча зірка»                                               |                                      |
| 1998 | Марта Сукап                                                 | «The House of Expectations»                                                         | «Будинок очікувань»                                          |                                      |
| 1998 | Шон Стюарт                                                  | «Mockingbird»                                                                       | «Пересмішник»                                                |                                      |
| 1998 | Сара Зеттел                                                 | «Playing God»                                                                       | «Зображуючи Бога»                                            |                                      |
| 1998 | Номінації, що не потрапили до скороченого списку номінантів |                                                                                     |                                                              |                                      |
| 1998 | Мері Доріа Расселл                                          | «Children of God»                                                                   | «Діти Бога»                                                  |                                      |
| 1998 | Джеймс Алан Гарднер                                         | «Commitment Hour»                                                                   | «Година зобов'язань»                                         |                                      |
| 1998 | Стівен Лі                                                   | «Dark Water's Embrace»                                                              | «Обійми темної води»                                         |                                      |
| 1998 | Пет Кедіген                                                 | «Datableed»                                                                         | «Дані, що кровоточать»                                       |                                      |
| 1998 | Джонатан Коу                                                | «The House of Sleep»                                                                | «Будинок сну»                                                |                                      |
| 1998 | Естер Фрізнер                                               | «In the Realm of Dragons»                                                           | «У королівстві драконів»                                     |                                      |
| 1998 | Мелісса Лукашенко                                           | «Killing Darcy»                                                                     | «Вбити Дарсі»                                                |                                      |
| 1998 | Делія Маршалл Тернер                                        | «Nameless Magery»                                                                   | «Безіменний Магері»                                          |                                      |
| 1998 | Грег Іген                                                   | «Oceanic»                                                                           | «Океанік»                                                    |                                      |
| 1998 | Марі Дарр'єсек                                              | «Pig Tales: A Novel of Lust and Transformation»                                     | «Історії про свиней: Роман про похіть та перетворення»       |                                      |
| 1998 | Мері Дейлі                                                  | «Quintessence: Realizing the Archaic Future»                                        | «Квінтесенція: Усвідомлення архаїчного майбутнього»          |                                      |
| 1998 | Еллен Датлов, Террі Віндлінг (редактори)                    | «Sirens and Other Daemon Lovers»                                                    | «Сирени та інші демонічні коханці»                           |                                      |
| 1998 | Шері С. Теппер                                              | «Six Moon Dance»                                                                    | «Танок шести Місяців»                                        |                                      |
| 1998 | Джеффрі А. Лендіс                                           | «Snow»                                                                              | «Сніг»                                                       |                                      |
| 1998 | Тесс Вільямс                                                | «The Body Politic»                                                                  | «Тілесна політика»                                           |                                      |
| 1998 | Лоуренс Шімел                                               | «The Drag Queen of Elfland and Other Stories»                                       | «Чоловік у жіночій одежі у країні ельфів та інші оповідання» |                                      |
| 1998 | Келлі Ескрідж                                               | «The Eye of the Storm»                                                              | «Око бурі»                                                   |                                      |
| 1998 | Ріта Донован                                                | «The Plague Saint»                                                                  | «Святий чуми»                                                |                                      |
| 1998 | Еллен Клейджс                                               | «Time Gypsy»                                                                        | «Циган часу»                                                 |                                      |
| 1998 | Стівен Дедмен                                               | «Transit»                                                                           | «Перехід»                                                    |                                      |
| 1999 |                                                             | Сюзі Маккі Чарнас                                                                   | «The Conqueror's Child»                                      | «Дитина завойовника»                 |
| 1999 | Джуді Будніц                                                | «If I Told You Once»                                                                | «Якщо я скажу тобі один раз»                                 |                                      |
| 1999 | Саллі Кейвз                                                 | «In the Second Person»                                                              | «У другій особі»                                             |                                      |
| 1999 | Грем Джойс                                                  | «Pinkland»                                                                          | «Рожева країна»                                              |                                      |
| 1999 | Юміко Курахасі                                              | «The Woman with the Flying Head and Other Stories»                                  | «Жінка з літаючою головою та інші оповідання»                |                                      |
| 1999 | Пенелопа Лайвлі                                             | «The Five Thousand and One Nights»                                                  | «П'ять тисяч та одна ніч»                                    |                                      |
| 1999 | Девід Е. Морс                                               | «The Iron Bridge»                                                                   | «Залізний міст»                                              |                                      |
| 1999 | Кім Стенлі Робінсон                                         | «Sexual Dimorphism»                                                                 | «Сексуальний диморфізм»                                      |                                      |
| 1999 | Номінації, що не потрапили до скороченого списку номінантів |                                                                                     |                                                              |                                      |
| 1999 | Лоїс Макмастер Буджолд                                      | «A Civil Campaign»                                                                  | «Громадянська кампанія»                                      |                                      |
| 1999 | Елінор Арнасон                                              | «Dapple: A Hwarhath Historical Romance»                                             | «Плямистий: Історичний роман Гвархата»                       |                                      |
| 1999 | Урсула Ле Гуїн                                              | «Dragonfly»                                                                         | «Бабка»                                                      |                                      |
| 1999 | Дебра Дойл, Джеймс Д. Макдональд                            | «Remailer»                                                                          | «Пересилання листів»                                         |                                      |
| 1999 | Еллен Датлов, Террі Віндлін (редактори)                     | «Silver Birch, Blood Moon»                                                          | «Срібна береза, кривавий Місяць»                             |                                      |
| 1999 | Шері С. Теппер                                              | «Singer from the Sea»                                                               | «Співак з моря»                                              |                                      |
| 1999 | Стівен Лі                                                   | «Speaking Stones»                                                                   | «Каміння, що розмовляє»                                      |                                      |
| 1999 | Грег Іген                                                   | «Teranesia»                                                                         | «Теранезія»                                                  |                                      |
| 1999 | Елінор Арнасон                                              | «The Actors»                                                                        | «Актори»                                                     |                                      |
| 1999 | Л. А. Тейлор                                                | «The Fathergod Experiment»                                                          | «Експеримент батька-бога»                                    |                                      |
| 1999 | Луїз Марлі                                                  | «The Terrorists of Irustan»                                                         | «Терористи Ірустана»                                         |                                      |
| 1999 | Елізабет Нокс                                               | «The Vintner's Luck»                                                                | «Талан виноградаря»                                          |                                      |

### 2000-ні роки
| Рік  | Фотографія лауреата      | Лауреати та номінанти                         | Назва твору мовою оригіналу                            | Назва твору українською мовою                     |
| ---- | ------------------------ | --------------------------------------------- | ------------------------------------------------------ | ------------------------------------------------- |
| 2000 |                          | Моллі Глосс                                   | «Wild Life»                                            | «Дике життя»                                      |
| 2000 | Майкл Блумлейн           | «Fidelity: A Primer»                          | «Відданість: підручник»                                |                                                   |
| 2000 | Джеймс Кембіас           | «A Diagram of Rapture»                        | «Графік захоплення»                                    |                                                   |
| 2000 | Девід Еберсхофф          | «The Danish Girl»                             | «Дівчина з Данії»                                      |                                                   |
| 2000 | Мері Джентл              | «Ash: A Secret History»                       | «Попіл: Таємна історія»                                |                                                   |
| 2000 | Каміль Генрандез-Рамдвар | «Soma»                                        | «Сома»                                                 |                                                   |
| 2000 | Нало Гопкінсон           | «The Glass Bottle Trick»                      | «Трюк зі скляною пляшкою»                              |                                                   |
| 2000 | Нало Гопкінсон           | «Midnight Robber»                             | «Опівнічний розбійник»                                 |                                                   |
| 2000 | Чайна М'євіль            | «Perdido Street Station»                      | «Станція загублених снів»                              |                                                   |
| 2000 | Пемела Мордекай          | «Once on the Shores of the Stream Senegambia» | «Одного разу на берегах потоку Сенегамбія»             |                                                   |
| 2000 | Северна Парк             | «The Annunciate»                              | «Оголошення»                                           |                                                   |
| 2000 | Тесс Вільямс             | «Sea As Mirror»                               | «Море, наче дзеркало»                                  |                                                   |
| 2001 |                          | Хіромі Ґото                                   | «The Kappa Child»                                      | «Дитя Каппа»                                      |
| 2001 | Джоан Гівнер             | «Half Known Lives»                            | «Наполовину відомі життя»                              |                                                   |
| 2001 | Г'ю Ніссенсон            | «The Song of the Earth»                       | «Пісня Землі»                                          |                                                   |
| 2001 | Кен Маклауд              | «Dark Light»                                  | «Темне світло»                                         |                                                   |
| 2001 | Шері С. Теппер           | «The Fresco»                                  | «Фреска»                                               |                                                   |
| 2002 |                          | М. Джон Гаррісон                              | «Light»                                                | «Світло»                                          |
| 2002 | Джон Кессел              | «Stories for Men»                             | «Історії для чоловіків»                                |                                                   |
| 2002 | Елінор Арнасон           | «Knapsack Poems»                              | «Вірші ранця»                                          |                                                   |
| 2002 | Тед Чан                  | «Liking What You See: A Documentary»          | «Тобі подобається, що ти бачиш?»                       |                                                   |
| 2002 | Джон Клют                | «Appleseed»                                   | «Насіння яблука»                                       |                                                   |
| 2002 | Карен Джой Фаулер        | «What I Didn't See»                           | «Що я не бачила»                                       |                                                   |
| 2002 | Грегорі Фрост            | «Madonna of the Maquiladora»                  | «Макіладорська Мадонна»                                |                                                   |
| 2002 | Шеллі Джексон            | «The Melancholy of Anatomy»                   | «Меланхолія анатомії»                                  |                                                   |
| 2002 | Ларісса Лай              | «Salt Fish Girl»                              | «Дівчина — солона риба»                                |                                                   |
| 2002 | Пітер Страуб (редактор)  | «Conjunctions 39: The New Wave Fabulists»     | «Зв'язки 39: Байкарі нової хвилі»                      |                                                   |
| 2003 |                          | Метт Рафф                                     | «Set This House in Order: A Romance Of Souls»          | «Приведіть цей будинок до порядку: Романтика душ» |
| 2003 | Керол Емшвіллер          | «Boys»                                        | «Хлопці»                                               |                                                   |
| 2003 | Джефф Раймен             | «Birth Days»                                  | «Дні народження»                                       |                                                   |
| 2003 | Кара Далкі               | «The Lady of the Ice Garden»                  | «Леді крижаних садів»                                  |                                                   |
| 2003 | Кідж Джонсон             | «Fudoki»                                      | «Фудокі»                                               |                                                   |
| 2003 | Кім Антіо                | «Coyote Cowgirl»                              | «Ковґьорл-койот»                                       |                                                   |
| 2003 | Ніна Кірікі Хоффман      | «A Fistful of Sky»                            | «Жменя неба»                                           |                                                   |
| 2003 | Річард Калдер            | «The Catgirl Manifesto»                       | «Маніфест дівчини-кішки»                               |                                                   |
| 2003 | Рут Нестволд             | «Looking Through Lace»                        | «Дивлячись крізь мереживо»                             |                                                   |
| 2003 | Сандра Макдональд        | «The Ghost Girls of Rumney Mill»              | «Дівчина-привид з Румні-Мілл»                          |                                                   |
| 2003 | Трісія Салліван          | «Maul»                                        | «Калатало»                                             |                                                   |
| 2004 |                          | Джо Голдеман                                  | «Camouflage»                                           | «Камуфляж»                                        |
| 2004 | Джоанна Сінісало         | «Not Before Sundown»                          | «Не раніше заходу Сонця»                               |                                                   |
| 2004 | Антонія Баєтт            | «Little Black Book of Stories»                | «Маленька чорна книжечка історій»                      |                                                   |
| 2004 | Л. Тіммел Дюшам          | «Love's Body, Dancing in Time»                | «Тіло кохання, танцює у часі»                          |                                                   |
| 2004 | Керол Емшвіллер          | «All of Us Can Almost ...»                    | «Усі ми можемо майже...»                               |                                                   |
| 2004 | Ненсі Фармер             | «The Sea of Trolls»                           | «Море тролів»                                          |                                                   |
| 2004 | Ейлін Ганн               | «Stable Strategies and Others»                | «Стабільні стратегії та інші»                          |                                                   |
| 2004 | Гвінет Джоунс            | «Life»                                        | «Життя»                                                |                                                   |
| 2004 | Джей Лоуренс             | «Kissing Frogs»                               | «Цілуючи жаб»                                          |                                                   |
| 2005 |                          | Джефф Раймен                                  | «Air»                                                  | «Повітря»                                         |
| 2005 | Еймі Бендер              | «Willful Creatures»                           | «Свавільні істоти»                                     |                                                   |
| 2005 | Марго Ленеген            | «Wooden Bride»                                | «Дерев'яна наречена»                                   |                                                   |
| 2005 | Вонда Мак-Інтайр         | «Little Faces»                                | «Маленькі обличчя»                                     |                                                   |
| 2005 | Вен Спенсер              | «A Brother's Price»                           | «Ціна брата»                                           |                                                   |
| 2005 | Везлі Стейс              | «Misfortune»                                  | «Нещастя»                                              |                                                   |
| 2005 | Марк В. Тідеманн         | «Remains»                                     | «Рештки»                                               |                                                   |
| 2006 |                          | Кетрінн Валенте                               | «The Orphan's Tales: In the Night Garden»              | «Казки сироти: У нічному саду»                    |
| 2006 | Шеллі Джексон            | «Half Life»                                   | «Напівжиття»                                           |                                                   |
| 2006 | Андреа Хейрстон          | «Mindscape»                                   | «Пейзаж розуму»                                        |                                                   |
| 2006 | Бетсі Джеймс             | «Listening at the Gate»                       | «Слухаючи біля застави»                                |                                                   |
| 2006 | Еллен Кушнер             | «The Privilege of the Sword»                  | «Привілей меча»                                        |                                                   |
| 2006 | Джеймс Морроу            | «The Last Witchfinder»                        | «Останній шукач відьом»                                |                                                   |
| 2006 | Керен Рассел             | «St. Lucy's Home for Girls Raised by Wolves»  | «Будинок св. Люсі для дівчаток, яких виховували вовки» |                                                   |
| 2006 | Карен Тревісс            | «Matriarch»                                   | «Матріарх»                                             |                                                   |
| 2006 | Марк фон Шлегелл         | «Venusia»                                     | «Веноза»                                               |                                                   |
| 2007 |                          | Сара Холл                                     | «The Carhullan Army»                                   | «Армія Каргуллана»                                |
| 2007 | Келлі Ескрідж            | «Dangerous Space»                             | «Небезпечний космос»                                   |                                                   |
| 2007 | Лорі Дж. Маркс           | «Water Logic»                                 | «Водяна логіка»                                        |                                                   |
| 2007 | Карен Міллер             | «Empress of Mijak»                            | «Імператриця Міджака»                                  |                                                   |
| 2007 | Карен Міллер             | «The Riven Kingdom»                           | «Розколоте королівство»                                |                                                   |
| 2007 | Ннеді Окорафор           | «The Shadow Speaker»                          | «Тіньовий промовець»                                   |                                                   |
| 2007 | Делія Шерман             | «Interfictions»                               | «Перешкоди»                                            |                                                   |
| 2007 | Чарльз Штросс            | «Glasshouse»                                  | «Теплиця»                                              |                                                   |
| 2007 | Шері С. Теппер           | «The Margarets»                               | «Маргарити»                                            |                                                   |
| 2007 | Браян Вон                | «Y: The Last Man»                             | «Ігрек: останній чоловік»                              |                                                   |
| 2007 | Ізабо С. Вілс            | «Flora Segunda»                               | «Флора Сегунда»                                        |                                                   |
| 2008 |                          | Патрік Несс                                   | «The Knife of Never Letting Go»                        | «Ніж, який ніколи не відпускає»                   |
| 2008 | Нісі Шоул                | «Filter House»                                | «Будинок-фільтр»                                       |                                                   |
| 2008 | Кристофер Баржак         | «The Love We Share Without Knowing»           | «Любов, яку ми поділяємо, не знаючи»                   |                                                   |
| 2008 | Дженні Девідсон          | «The Explosionist»                            | «Підривник»                                            |                                                   |
| 2008 | Грегорі Фрост            | «Shadowbridge»                                | «Тіньовий міст»                                        |                                                   |
| 2008 | Грегорі Фрост            | «Lord Tophet»                                 | «Лорд Тофет»                                           |                                                   |
| 2008 | Елісон Гудмен            | «The Two Pearls of Wisdom»                    | «Дві перлини мудрості»                                 |                                                   |
| 2008 | Джон Кессел              | «Pride and Prometheus»                        | «Гордість та Прометей»                                 |                                                   |
| 2008 | Марго Ленеген            | «Tender Morsels»                              | «Делікатні шматочки»                                   |                                                   |
| 2008 | Урсула Ле Гуїн           | «Lavinia»                                     | «Лавінія»                                              |                                                   |
| 2008 | Джон Айвиде Ліндквіст    | «Let the Right One In»                        | «Впусти правильного»                                   |                                                   |
| 2008 | Пол Парк                 | «A Princess of Roumania»                      | «Принцеса Румунії»                                     |                                                   |
| 2008 | Катерина Седіа           | «The Alchemy of Stone»                        | «Алхімія каменя»                                       |                                                   |
| 2008 | Елі Сміт                 | «Girl Meets Boy: The Myth of Iphis»           | «Дівчина зустрічає хлопця: Міф про Іфіс»               |                                                   |
| 2008 | Ізабо С. Вілс            | «Flora's Dare»                                | «Виклик Флори»                                         |                                                   |
| 2009 |                          | Грір Джилмен                                  | «Cloud and Ashes: Three Winter’s Tales»                | «Хмара та попіл: Три зимові казки»                |
| 2009 | Фумі Йосінага            | «Ōoku: The Inner Chambers»                    | «Ооку: Внутрішні кімнати»                              |                                                   |
| 2009 | Еліс Сола Кім            | «Beautiful White Bodies»                      | «Красиві білі тіла»                                    |                                                   |
| 2009 | Вандана Сінгх            | «Distances»                                   | «Відстані»                                             |                                                   |
| 2009 | Кейтлін Кірнан           | «Galápagos»                                   | «Галапагос»                                            |                                                   |
| 2009 | Джо Волтон               | «Lifelode»                                    | «Життєва жила»                                         |                                                   |
| 2009 | Морін Ф. Макг'ю          | «Useless Things»                              | «Непотрібні речі»                                      |                                                   |
| 2009 | Пол Хейнс                | «Wives»                                       | «Дружини»                                              |                                                   |
| 2009 | Особлива пошана          |                                               |                                                        |                                                   |
| 2009 | Л. Тіммел Дюшам          | «The Marq’ssan Cycle»                         | «Маркссанський цикл»                                   |                                                   |

### 2010-ті роки
| Рік  | Фотографія лауреата                                         | Лауреати та номінанти                                                        | Назва твору мовою оригіналу                                                         | Назва твору українською мовою    |
| ---- | ----------------------------------------------------------- | ---------------------------------------------------------------------------- | ----------------------------------------------------------------------------------- | -------------------------------- |
| 2010 |                                                             | Дубравка Угрешич                                                             | «Baba Yaga Laid an Egg»                                                             | «Баба Яга знесла яєчко»          |
| 2010 | Аманда Даунам                                               | «The Bone Palace»                                                            | «Палац кісток»                                                                      |                                  |
| 2010 | Н. К. Джемісін                                              | «The Hundred Thousand Kingdoms»                                              | «Сто тисяч королівств»                                                              |                                  |
| 2010 | Сандра Макдональд                                           | «Diana Comet and the Disappearing Lover»                                     | «Комета Діана та коханець, що зникає»                                               |                                  |
| 2010 | Сандра Макдональд                                           | «Drag Queen Astronaut»                                                       | «Астронавт у жіночій одежі»                                                         |                                  |
| 2010 | Гелен Меррік                                                | «The Secret Feminist Cabal: A Cultural History of Science Fiction Feminisms» | «Таємна група змовниц-феміністок: Історія культури фемінізму у науковій фантастиці» |                                  |
| 2010 | Ннеді Окорафор                                              | «Who Fears Death»                                                            | «Хто боїться смерті»                                                                |                                  |
| 2010 | Кері Сперрінг                                               | «Living with Ghosts»                                                         | «Жити з привидами»                                                                  |                                  |
| 2010 | Джилліан Вайз                                               | «The Colony»                                                                 | «Колонія»                                                                           |                                  |
| 2011 |                                                             | Андреа Хейрстон                                                              | «Redwood and Wildfire»                                                              | «Червоне дерево та дикий вогонь» |
| 2011 | Лібба Брей                                                  | «Beauty Queens»                                                              | «Королеви краси»                                                                    |                                  |
| 2011 | Л. Тіммел Дюшам                                             | «The Nones of Quintilis, Somewhere on the Southwest Slope of Monte Albano»   | «Ніхто з Квінтілісів, десь на південно-західному схилі Монте-Альбано»               |                                  |
| 2011 | Кемерон Гьорлі                                              | «God's War»                                                                  | «Війна бога»                                                                        |                                  |
| 2011 | Гвінет Джоунс                                               | «The Universe of Things»                                                     | «Всесвіт речей»                                                                     |                                  |
| 2011 | Еліс Сола Кім                                               | «The Other Graces»                                                           | «Інші грації»                                                                       |                                  |
| 2011 | Сандра Макдональд                                           | «Seven Sexy Cowboy Robots»                                                   | «Сім сексуальних роботів-ковбоєв»                                                   |                                  |
| 2011 | Морін Ф. Макг'ю                                             | «After the Apocalypse»                                                       | «Після Апокаліпсису»                                                                |                                  |
| 2011 | Делія Шерман                                                | «The Freedom Maze»                                                           | «Лабіринт свободи»                                                                  |                                  |
| 2011 | Кім Вествуд                                                 | «The Courier's New Bicycle»                                                  | «Новий велосипед посильного»                                                        |                                  |
| 2011 | Номінації, що не потрапили до скороченого списку номінантів |                                                                              |                                                                                     |                                  |
| 2011 | Ннеді Окорафор                                              | «Akata Witch»                                                                | «Відьма Аката»                                                                      |                                  |
| 2011 | Лев А. С. Розен                                             | «All Men of Genius»                                                          | «Усі геніальні чоловіки»                                                            |                                  |
| 2011 | Тереза Мільбродт                                            | «Bearded Women Stories»                                                      | «Історії бородатих жінок»                                                           |                                  |
| 2011 | Кетрінн Валенте                                             | «Deathless»                                                                  | «Безсмертний»                                                                       |                                  |
| 2011 | Мелінда Ло                                                  | «Huntress»                                                                   | «Мисливиця»                                                                         |                                  |
| 2011 | Гелен Оєємі                                                 | «Mr. Fox»                                                                    | «Містер Фокс»                                                                       |                                  |
| 2011 | Сью Айл                                                     | «Nation of the Night»                                                        | «Нація ночі»                                                                        |                                  |
| 2011 | Сігрід Елліс                                                | «No Return Address»                                                          | «Без зворотньої адреси»                                                             |                                  |
| 2011 | Джеррі Пурнель                                              | «Outies»                                                                     | «Зовнішні»                                                                          |                                  |
| 2011 | Карен Хілі                                                  | «The Shattering»                                                             | «Розбиття»                                                                          |                                  |
| 2011 | Алая Доун Джонсон                                           | «Their Changing Bodies»                                                      | «Їх тіла, що змінюються»                                                            |                                  |
| 2011 | Меган Маккеррон                                             | «We Heart Vampires!!!!!!»                                                    | «Ми обожнюємо вампірів!!!!!!»                                                       |                                  |
| 2011 | Лорен Б'юкс                                                 | «Zoo City»                                                                   | «Зоомісто»                                                                          |                                  |
| 2012 |                                                             | Кейтлін Кірнан                                                               | «The Drowning Girl»                                                                 | «Дівчина, що тоне»               |
| 2012 | Кііні Ібура Салаам                                          | «Ancient, Ancient»                                                           | «Стародавній, стародавній»                                                          |                                  |
| 2012 | Елізабет Бір                                                | «Range of Ghosts»                                                            | «Різноманіття привидів»                                                             |                                  |
| 2012 | Роз Кавені                                                  | «Rituals»                                                                    | «Ритуали»                                                                           |                                  |
| 2012 | Лора Дж. Міксон                                             | «Up Against It»                                                              | «Проти цього»                                                                       |                                  |
| 2012 | Кім Стенлі Робінсон                                         | «2312»                                                                       | «2312»                                                                              |                                  |
| 2012 | Карін Тідбек                                                | «Jagannath: Stories»                                                         | «Джаганнатха: Історії»                                                              |                                  |
| 2012 | Анкарет Веллс                                               | «Firebrand»                                                                  | «Підбурювач»                                                                        |                                  |
| 2012 | Леслі Вілер                                                 | «The Receptionist»                                                           | «Регістратор»                                                                       |                                  |
| 2013 |                                                             | Ніколь Бюрке                                                                 | «Rupetta»                                                                           | «Рупетта»                        |
| 2013 | Елінор Арнасон                                              | «Big Mama Stories»                                                           | «Історії великої мами»                                                              |                                  |
| 2013 | Алієтт де Бодар                                             | «Heaven Under Earth»                                                         | «Небеса під землею»                                                                 |                                  |
| 2013 | Нікола Гріффіт                                              | «Hild»                                                                       | «Гільда»                                                                            |                                  |
| 2013 | Алая Доун Джонсон                                           | «The Summer Prince»                                                          | «Літній принц»                                                                      |                                  |
| 2013 | Енн Лекі                                                    | «Ancillary Justice»                                                          | «Слуги правосуддя»                                                                  |                                  |
| 2013 | Беннетт Медісон                                             | «September Girls»                                                            | «Вересневі дівчата»                                                                 |                                  |
| 2013 | Сара Маккеррі                                               | «All Our Pretty Songs»                                                       | «Усі наші чудові пісні»                                                             |                                  |
| 2013 | Жанель Моне                                                 | «The Electric Lady»                                                          | «Електрична леді» (музичний альбом)                                                 |                                  |
| 2013 | Гелен Векер                                                 | «The Golem and the Jinni»                                                    | «Голем та джин»                                                                     |                                  |
| 2013 | С. М. Вілер                                                 | «Sea Change»                                                                 | «Морська зміна»                                                                     |                                  |
| 2014 |                                                             | Моніка Бірн                                                                  | «The Girl in the Road»                                                              | «Дівчина на дорозі»              |
| 2014 | Джо Волтон                                                  | «My Real Children»                                                           | «Мої справжні діти»                                                                 |                                  |
| 2014 | Дженніфер Марі Бріссетт                                     | «Elysium»                                                                    | «Елізіум»                                                                           |                                  |
| 2014 | Сет Чемберс                                                 | «In Her Eyes»                                                                | «У її очах»                                                                         |                                  |
| 2014 | Кім Каррен                                                  | «A Woman Out of Time»                                                        | «Жінка поза часом»                                                                  |                                  |
| 2014 | Еммі Ітяранта                                               | «Memory of Water»                                                            | «Пам'ять води»                                                                      |                                  |
| 2014 | Жаклін Коянаґі                                              | «Ascension»                                                                  | «Вознесіння»                                                                        |                                  |
| 2014 | Аліса Красноштейн, Джулія Райос (редактори)                 | «Kaleidoscope: Diverse YA Science Fiction and Fantasy Stories»               | «Калейдоскоп: Різноманітні науково-фантастичні та фентезійні історії для підлітків» |                                  |
| 2014 | Пет Мак-Івен                                                | «The Lightness of the Movement»                                              | «Легкість руху»                                                                     |                                  |
| 2014 | Ннеді Окорафор                                              | «Lagoon»                                                                     | «Лагуна»                                                                            |                                  |
| 2014 | Нгі Во                                                      | «Neither Witch Nor Fairy»                                                    | «Не відьма, не фея»                                                                 |                                  |
| 2014 | Алія Вітлі                                                  | «The Beauty»                                                                 | «Красуня»                                                                           |                                  |
| 2014 | Номінації, що не потрапили до скороченого списку номінантів |                                                                              |                                                                                     |                                  |
| 2014 | Дебора Дж. Росс                                             | «Collaborators»                                                              | «Співучасники»                                                                      |                                  |
| 2014 | Майкл Дж. Салліван                                          | «Hollow World»                                                               | «Порожній світ»                                                                     |                                  |
| 2014 | Кен Лю                                                      | «Knotting Grass, Holding Ring»                                               | «В'яжучи траву, тримаючи каблучку»                                                  |                                  |
| 2014 | Л. С. Джонсон                                               | «Marigolds»                                                                  | «Чорнобривці»                                                                       |                                  |
| 2014 | Сара Пінскер                                                | «No Lonely Seafarer»                                                         | «Немає самотнього моряка»                                                           |                                  |
| 2014 | Корінн Дайвіс                                               | «Otherbound»                                                                 | «Інший зв'язок»                                                                     |                                  |
| 2014 | Лора Лам                                                    | «Shadowplay»                                                                 | «Гра тіней»                                                                         |                                  |
| 2014 | Мег Елісон                                                  | «The Book of the Unnamed Midwife»                                            | «Книга безіменної повитухи»                                                         |                                  |
| 2014 | Кет Вінтерс                                                 | «The Cure for Dreaming»                                                      | «Ліки від мрій»                                                                     |                                  |
| 2015 |                                                             | Юджин Фішер                                                                  | «The New Mother»                                                                    | «Нова матір»                     |
| 2015 | Пет Шмац                                                    | «Lizard Radio»                                                               | «Радіо ящірок»                                                                      |                                  |
| 2015 | Джессі Баллінгтон                                           | «A Crown for Cold Silver»                                                    | «Корона для холодного срібла»                                                       |                                  |
| 2015 | Єн Сейлз                                                    | «All That Outer Space Allows»                                                | «Усе, що дозволяє відкритий космос»                                                 |                                  |
| 2015 | Танека Стоттс, Сфе Монстер                                  | «Beyond: The Queer Sci-Fi and Fantasy Comic Anthology»                       | «Поза межами: Гомосексуальна науково-фантастична та фентезійна космічна антологія»  |                                  |
| 2015 | Шенан Маґвайр                                               | «Each to Each»                                                               | «Кожен до кожного»                                                                  |                                  |
| 2015 | А. Мерк Растед                                              | «How to Become a Robot in 12 Easy Steps»                                     | «Як стати роботом за 12 легких шагів»                                               |                                  |
| 2015 | Метт Фрекшн, Крістіан Ворд                                  | «ODY-C, Vol. 1: Off to Far Ithicaa»                                          | «ODY-C, випуск 1: Далеко в Ітікаа»                                                  |                                  |
| 2015 | Кетрінн Валенте                                             | «Radiance»                                                                   | «Блиск»                                                                             |                                  |
| 2015 | Сюзен Джейн Біґелоу                                         | «Sarah's Child»                                                              | «Дитина Сари»                                                                       |                                  |
| 2015 | Ребекка Шугар                                               | «Steven Universe»                                                            | «Стівен Юніверс»                                                                    |                                  |
| 2015 | Карола Діббелл                                              | «The Only Ones»                                                              | «Одні єдині»                                                                        |                                  |
| 2015 | Ніно Кіпрі                                                  | «The Shape of My Name»                                                       | «Форма мого імені»                                                                  |                                  |
| 2015 | Номінації, що не потрапили до скороченого списку номінантів |                                                                              |                                                                                     |                                  |
| 2015 | Еліс Сола Кім                                               | «A Residence for Friendless Ladies»                                          | «Домівка для леді без друзів»                                                       |                                  |
| 2015 | Б. Р. Сандерс                                               | «Ariah»                                                                      | «Арія»                                                                              |                                  |
| 2015 | Келлі Сью Деконнік, Валентін Де Ландро                      | «Bitch Planet, Vol. 1: Extraordinary Machine»                                | «Планета стерв, випуск 1: Надзвичайна машина»                                       |                                  |
| 2015 | Бонні Джо Стаффлбім                                         | «Everything Beneath You»                                                     | «Усе, що під тобою»                                                                 |                                  |
| 2015 | Нало Гопкінсон                                              | «Falling in Love With Hominids»                                              | «Закохатися в гомінідів»                                                            |                                  |
| 2015 | Кристофер Баржак (редактор)                                 | «Fantasy Magazine — 2015»                                                    | «Журнал фентезі — 2015»                                                             |                                  |
| 2015 | Е. Кріс Гаррісон                                            | «Girl in the Gears»                                                          | «Дівчина у механізмах»                                                              |                                  |
| 2015 | Женев'єв Валентін                                           | «Given the Advantage of the Blade»                                           | «З огляду на перевагу леза»                                                         |                                  |
| 2015 | Роуз Лемберг                                                | «Grandmother-nai-Leylit's Cloth of Winds»                                    | «Вбрання з вітрів бабусі Най-Лейліт»                                                |                                  |
| 2015 | Елізабет Бір                                                | «Karen Memory»                                                               | «Пам'ять Карен»                                                                     |                                  |
| 2015 | Александра Пірс, Аліса Красноштейн                          | «Letters to Tiptree»                                                         | «Листи до Тіптрі»                                                                   |                                  |
| 2015 | Джон Скальці                                                | «Lock In»                                                                    | «Замкнена людина»                                                                   |                                  |
| 2015 | Венді Н. Вагнер (редактор)                                  | «Nightmare Magazine, October 2015»                                           | «Журнал жахів, жовтень 2015»                                                        |                                  |
| 2015 | Алекс Деллі Макфарлейн                                      | «Pocket Atlas of Planets»                                                    | «Кишеньковий атлас планет»                                                          |                                  |
| 2015 | Кацукі Сакураба                                             | «Red Girls: The Legend of the Akakuchibas »                                  | «Червоні дівчата: Легенда про Акакучібас»                                           |                                  |
| 2015 | Деніель Хосе Олдер                                          | «Shadowshaper»                                                               | «Той, хто формує тіні»                                                              |                                  |
| 2015 | Дзен Чо                                                     | «Sorcerer to the Crown»                                                      | «Чаклун до корони»                                                                  |                                  |
| 2015 | Джей Д. Маркад                                              | «Sounding the Fall»                                                          | «Звуки осені»                                                                       |                                  |
| 2015 | Марк Пантоя                                                 | «The Body Corporate»                                                         | «Спільне тіло»                                                                      |                                  |
| 2015 | Малкольм А. Шміц                                            | «The Captain's Sphere»                                                       | «Капітанська сфера»                                                                 |                                  |
| 2015 | Юн Ха Лі                                                    | «The Contemporary Foxwife»                                                   | «Сучасна дружина-лисиця»                                                            |                                  |
| 2015 | Н. К. Джемісін                                              | «The Fifth Season»                                                           | «П'ята пора»                                                                        |                                  |
| 2015 | Кірсті Логан                                                | «The Gracekeepers»                                                           | «Доглядачі грації»                                                                  |                                  |
| 2015 | Кармен Марія Мачадо                                         | «The Husband Stitch»                                                         | «Шов чоловіка»                                                                      |                                  |
| 2015 | Бекі Чемберс                                                | «The Long Way to a Small, Angry Planet»                                      | «Довгий шлях до маленької злої планети»                                             |                                  |
| 2015 | М. С. А. Хогарт                                             | «Thief of Songs»                                                             | «Крадій пісень»                                                                     |                                  |
| 2015 | Кужалі Манікавель                                           | «Things We Found During the Autopsy»                                         | «Усе, що мі знайшли під час розтину»                                                |                                  |
| 2015 | Карен Гуссофф                                               | «Three Songs for Roxy»                                                       | «Три пісні для Роксі»                                                               |                                  |
| 2015 | Аніта Саркісян                                              | «Tropes vs. Women in Video Games»                                            | «Тропи проти жінок у відеоіграх»                                                    |                                  |
| 2015 | Делайла С. Доусон                                           | «Wake of Vultures»                                                           | «Пробудження хижаків»                                                               |                                  |
| 2015 | Гелена Белл                                                 | «When We Were Giants»                                                        | «Коли ми були гігантами»                                                            |                                  |
| 2016 |                                                             | Анна-Марі Маклемор                                                           | «When the Moon Was Ours»                                                            | «Коли Місяць був нашим»          |
| 2016 | Мішель Бейкер                                               | «Borderline»                                                                 | «Межа»                                                                              |                                  |
| 2016 | Нісі Шоул                                                   | «Everfair»                                                                   | «Еверфеар»                                                                          |                                  |
| 2016 | Шенан Маґвайр                                               | «Every Heart a Doorway»                                                      | «Кожне серце — вхід»                                                                |                                  |
| 2016 | Елінор Арнасон                                              | «Hwarhath Stories: Transgressive Tales by Aliens»                            | «Гвархатські історії: Трансгресивні казки від прибульців»                           |                                  |
| 2016 | Ніно Кіпрі                                                  | «Opals and Clay»                                                             | «Опали та глина»                                                                    |                                  |
| 2016 | Джоанна Сінісало                                            | «The Core of the Sun»                                                        | «Ядро Сонця»                                                                        |                                  |
| 2016 | Рейчел К. Джонс                                             | «The Night Bazaar for Women Becoming Reptiles»                               | «Нічний базар для жінок, що стають плазунами»                                       |                                  |
| 2016 | Ада Палмер                                                  | «Too Like the Lightning»                                                     | «Занадто схоже на блискавку»                                                        |                                  |
| 2016 | Андреа Хеарстон                                             | «Will Do Magic for Small Change»                                             | «Чаклуватиму для невеликих змін»                                                    |                                  |
| 2016 | Номінації, що не потрапили до скороченого списку номінантів |                                                                              |                                                                                     |                                  |
| 2016 | Чарлі Джейн Андерс                                          | «All the Birds in the Sky»                                                   | «Усі птахи в небі»                                                                  |                                  |
| 2016 | Фоз Мідовз                                                  | «An Accident of Stars»                                                       | «Аварія зірок»                                                                      |                                  |
| 2016 | М. С. А. Хогарт                                             | «Cantor for Pearls»                                                          | «Кантор для перлів»                                                                 |                                  |
| 2016 | М. Томас Ґаммаріно                                          | «King of the Worlds»                                                         | «Король світів»                                                                     |                                  |
| 2016 | Майкл Томас Форд                                            | «Lily»                                                                       | «Лілія»                                                                             |                                  |
| 2016 | Шері Томас                                                  | «Sleeping Under the Tree of Life»                                            | «Спати під деревом життя»                                                           |                                  |
| 2016 | Ольга Вербі, Крістофер Вербі                                | «Suddenly, Paris»                                                            | «Раптово, Париж»                                                                    |                                  |
| 2016 | Алія Вітлі                                                  | «The Arrival of Missives»                                                    | «Прибуття офіційних листів»                                                         |                                  |
| 2016 | Шарлотта Вуд                                                | «The Natural Way of Things»                                                  | «Природний шлях речей»                                                              |                                  |
| 2016 | Н. К. Джемісін                                              | «The Obelisk Gate»                                                           | «Ворота-обеліск»                                                                    |                                  |
| 2016 | Л. Тіммел Дюшам                                             | «The Waterdancer's World»                                                    | «Світ танцюриста по воді»                                                           |                                  |
| 2016 | Порпентін Черіті Хартскейп                                  | «Vesp: A History of Sapphic Scaphism»                                        | «Весп: Історія сафічного скафізму»                                                  |                                  |